# کریستیان آلمان
کریستیان آلمان (آلمانی: Christian Ahlmann؛ زادهٔ ۱۷ دسامبر ۱۹۷۴) سوارکار پرش اهل آلمان است.
از افتخارات وی میتوان به کسب مدال برنز پرش تیمی در بازی‌های المپیک تابستانی ۲۰۰۴ و بازی‌های المپیک تابستانی ۲۰۱۶ اشاره کرد.